# Берлешти (Браила)
Берлешти (рум. Berlești) насеље је у Румунији у округу Браила у општини Јанка. Oпштина се налази на надморској висини од 29 m.

## Становништво
Према подацима из 2002. године у насељу је живело 389 становника, од којих су сви румунске националности.